# Theodor Eyrich
Theodor Eyrich (* 7. September 1838 in Nürnberg; † 28. September 1907 ebenda; vollständiger Name: Sebastian Theodor Justus Eyrich) war ein deutscher Architekt.
Eyrich studierte an der Kunstgewerbeakademie Nürnberg. Danach studierte er am Polytechnikum Karlsruhe, wo er der Burschenschaft Teutonia beitrat. Später studierte er an der Münchner Kunstakademie bei Karl von Fischer, Jakob Hochstetter und Ludwig Lange. Nachdem er ein Jahr als Lehrer an der Baugewerkschule Holzminden gewirkt hatte, unternahm er mit einem Stipendium der Münchner Kunstakademie vier Jahre Studienreisen in Italien. Später kehrte er nach Nürnberg zurück, wo er bis zu seinem Tod ansässig und tätig war.
1893 wurde er Ehrenbursche der Münchner Burschenschaft Stauffia.
Theodor Eyrich starb im Alter von 69 Jahren und wurde am 30. September 1907 auf dem Nürnberger Johannisfriedhof beigesetzt.

## Bauten
Zu seine Hauptwerken zählen:
- 1889: Haus der Burschenschaft der Bubenreuther in Erlangen
- 1893: Rathaus in Treuchtlingen
- 1899–1901: Evangelische Pfarrkirche St. Matthäus in Hetzelsdorf
- Hotel Strauß in Nürnberg
- Schloss Schwarzenberg
- Villa Uhlig
- Schlösschen Kropf in Nürnberg-Mögeldorf

Außerdem plante und baute er verschiedene private Wohnhäuser und Villen in Nürnberg.